# Pabellón de la Construcción TV
Pabellón de la Construcción TV (anteriormente llamado Vivienda, Construcción y Decoración) es un programa de televisión perteneciente al Pabellón de la Construcción de Chile. Es conducido por la periodista Marjorie Cooper.

## Presentadores
- María Fernanda "Titi" García-Huidobro (octubre 1995-noviembre 1997, 2003-2006)
- Jeannette Frazier (noviembre 1997-marzo 1998)
- Jorge Rencoret (marzo 1998-junio 2001)
- Darlhing Moreira (1998-1999)
- Hernán Precht (junio 2001-abril 2002)
- Jorge Díaz Saenger (mayo 2002-junio 2009)
- Javier Miranda (2005-2006)
- Juan Guillermo Vivado (julio 2009-mayo 2015)
- Andrea Hoffmann (2010-2013)
- Lorena Gallegos (2011-2015)
- Gabriela Zambrano (2013-2015)
- Felipe Vidal (junio 2015-marzo 2021)
- Chriss McMillan (abril-diciembre 2015)
- Carolina Gutiérrez (enero-diciembre 2016)
- Marjorie Cooper (diciembre 2016-presente)
- Marcelo Arismendi (2019-2020)
- Constanza Quiroz (2024)

## Proyectos inmobiliarios en Santiago y regiones aparecidos en TV
- Inmobilia
- Constructora Raúl del Río
- Euro Inmobiliaria (2003-2008)
- Urbaniza Inmobiliaria
- Maestra Inmobiliaria
- Absal Inmobiliaria
- Inmobiliaria PY
- Brotec-Icafal
- Constructora Pocuro
- Ricardo Vial Propiedades (1999-2006,2011)
- Socovesa (2004-)
- Geosal (1999-2007)

## Sección inmobiliaria
- Vitrina Inmobiliaria (1998-2007)

## Vivienda, Construcción y Decoración 2 (2006-2008)
Tras la llegada de Más Canal 22 a la televisión chilena, el 13 de noviembre de 2006, sale un spin-off de Vivienda, Construcción y Decoración, como era llamado en ese entonces, llamado Vivienda, Construcción y Decoración 2, conducido principalmente por el periodista Rodolfo Baier y el fallecido arquitecto Cristián Boza, hasta 2007, cuando la conducción del programa quedó solamente Baier hasta mediados de 2008, donde terminaría la emisión de este programa. 
Vivienda, Construcción y Decoración 2 fue un programa de conversación que mostraba la oferta inmobiliaria de comunas como Las Condes, Providencia, Vitacura, Lo Barnechea, Ñuñoa, Huechuraba y Chicureo, entre otras, junto con importantes invitados. 
En el programa se desarrollaban temas como las alternativas de financiamiento y el desarrollo del área de la construcción para mantener completamente informados a los televidentes que necesitaban elegir una propiedad.